# Eparquia de Piana degli Albanesi
L'eparquia de Piana degli Albanesi (italià: eparchia di Piana degli Albanesi; llatí: Eparchia Planensis Albanensium; sicilià: Eparchìa di Chiana dî Arbanisa) és una seu de l'Església ítalo-albanesa, immediatament subjecta a la Santa Seu, que pertany a la regió eclesiàstica Sicília. El 2009 tenia 28.500 batejats d'un total de 30.000 habitants. Actualment està regida per l'eparca Giorgio Demetrio Gallaro.

## Territori
L'eparquia de Piana degli Albanesi comprèn la ciutat de Piana degli Albanesi i quinze parròquies:
- catorze a la província de Palerm
- una a Malta

La seu eparquial és la ciutat de Piana degli Albanesi, on es troba la catedral de Demetri Megalomàrtir.

## Història
L'eparquia fou constituïda per Pius XI el 26 d'octubre de 1937 amb la constitució apostòlica Apostolica Sedes amb el nom d'eparquia de Piana de los Gregos, i el 25 d'octubre de 1941 canvià al nom actual. A finals del 2009, la diòcesi tenia 28.500 batejats sobre una població de 30.000 persones, equivalent al 95,0% del total.

## Cronologia dels eparques

### Seu de Piana dels Albanesos
- Giuseppe Perniciaro † (1967 - 1981)
- Ercole Lupinacci (1981 - 1987 nomenat eparca de Lungro)
- Sotìr Ferrara (1988 - 2013)
  - Paolo Romeo (8 d'abril de 2013 - 31 de març de 2015) (administrador apostòlic)
- Giorgio Demetrio Gallaro, des del 31 de març de 2015